# Patryk Rymanowski
Patryk Rymanowski (ur. 1982) – polski śpiewak operowy (bas).
Absolwent Akademii Muzycznej w Poznaniu (klasa Wojciecha Maciejowskiego i Jarosława Bręka, dyplom z wyróżnieniem). Były solista Teatru Wielkiego w Poznaniu (2007-2011) i Teatru Wielkiego w Łodzi. Współpracował również z Teatrem Wielkim w Warszawie, Polską Operą Królewską i Warszawską Operą Kameralną. Laureat międzynarodowych konkursów wokalnych.

## Wybrane partie operowe
- Bazylio (Cyrulik Sewilski, Rossini)
- Dziemba (Halka, Moniuszko)
- Gremin (Eugeniusz Oniegin, Czajkowski)
- Gubetta (Lukrecja Borgia, Donizetti)
- Markiz Calatrava (Moc przeznaczenia, Verdi)
- Talbot (Maria Stuarda, Donizetti)
- Zbigniew (Straszny dwór, Moniuszko)

## Nagrody
- 2006: Międzynarodowy Konkurs Wokalny im. Imricha Godina Iuventus Canti we Vrablach - Grand Prix
- 2007: Międzynarodowy Konkurs Sztuki Wokalnej im. Ady Sari w Nowym Sączu - III nagroda
- 2008: Międzynarodowy Konkurs Wokalny im. Miklasa Schneidera w Trnawie - II nagroda